# Українська асоціація лікарів-психологів
Всеукраїнська громадська організація «Українська асоціація лікарів-психологів» (УАЛіП) — всеукраїнське професійне громадське об'єднання лікарів за фахом «медична психологія», лікарів суміжних спеціальностей (психотерапія, психіатрія, сексологія, наркологія) і психологів. Була створена 7 квітня 2011 року.

## Мета
Основною метою Асоціації є об'єднання лікарів-психологів, науковців, студентів, що навчаються за відповідним фахом в Україні для задоволення та захисту їх законних соціальних, економічних, творчих, вікових та інших спільних інтересів, сприяння розвитку фаху лікар-психолог в Україні.
Почесним президентом Асоціації є доктор психологічних наук, професор Максименко Сергій Дмитрович.
УАЛіП налічує близько 200 активних членів. В структурі Асоціації постійно працюють Наглядова рада, Наукова рада, Молодіжна рада, етична та контрольно-ревізійна комісії, 3 департаменти та 7 відділів.

## Президія Асоціації
- Божук Богдан Степанович - президент УАЛіП, кандидат медичних наук, доцент, член-кореспондент Національної академії наук вищої освіти України, в.о. директора Інституту медицини праці імені Ю.І.Кундієва НАМН України, лікар-психолог, психіатр, організатор охорони здоров'я.
- Поповичев Костянтин Миколайович - віце-президент Асоціації, лікар-психолог
- Піщемуха Андрій Вікторович - віце-президент Асоціації з внутрішніх питань та юридичного забезпечення, лікар-психолог, юрист
- Мороз Владислав Владиславович - віце-президент Асоціації з зовнішніх та загальномедичних питань, кандидат медичних наук, доцент, лікар-хірург
- Болтянський Вадим Вікторович — віце-президент Асоціації з молодіжних питань, капітан медичної служби, лікар-психолог,  психіатр
- Ассонов Дмитро Олексійович — член президії, Голова Молодіжної Ради Асоціації, лікар-психолог
- Баранова Вікторія Володимирівна - член президії Асоціації, лікар-психолог Державної установи «Інститут педіатрії, акушерства і гінекології НАМН України»
- Сидоренко Анастасія Юріївна — член президії Асоціації, доктор медичних наук, доцент кафедри загальної і медичної психології  Національного медичного університету імені О. О. Богомольця, лікар-психолог
- Чепурна Аліна Миколаївна — член президії Асоціації, молодший науковий співробітник Українського науково-дослідного інституту соціальної i судової психіатрії та наркології МОЗ України, лікар-психолог
- Удод Максим Олександрович - член президії Асоціації, лікар-психолог

## Завдання організації
Основними завданнями, які перед собою ставить УАЛіП, є:
- об'єднання спеціалістів, зацікавлених у розвитку медичної (клінічної) психології та системи психічного здоров'я;
- створення ефективної професійної спільноти лікарів-психологів;
- забезпечення юридичних основ повноцінної праці лікаря-психолога та їх юридична і організаційно-методична підтримка;
- підняття рейтингу спеціальності на належно високий рівень;
- організація лекцій, майстер-класів і тренінгів видатних лікарів, психологів, психотерапевтів;
- проведення науково-практичних заходів для спеціалістів і студентів, забезпечення професійно-культурних подорожей;
- створення інформаційного центру з питань медичної психології.

## Діяльність
Українська асоціація лікарів-психологів працює над активним розвитком та престижем фаху лікаря-психолога. Фахівці асоціації переконані, що в недалекому майбутньому ця професія та система медико-психологічної допомоги в цілому опиняться на належно високому рівні і наша спільна задача — максимально наблизити це майбутнє! [Архівовано 13 жовтня 2016 у Wayback Machine.]
До основних досягнень Асоціації за роки діяльності можна віднести:
- З початку грудня 2013 року, у зв'язку з загостренням соціально-політичної обстановки в державі, організовано надання безкоштовної медико-психологічної допомоги усім людям, хто її потребував, а з березня 2014 — спільно з Інститутом психології імені Г. С. Костюка та НМУ імені О. О. Богомольця — відкрито Центр психологічної допомоги. В подальшому, розпочата допомога пораненим військовим та вимушеним переселенцям;
- Постійно проводиться просвітницька робота, виступи з роз'ясненнями в засобах масової інформації та розповсюдження порад на власному сайті та в соціальних мережах;
- З осені 2014 організовано систематичне проведення курсу практично-орієнтованих лекцій та тренінгових занять з Першої психологічної допомоги в психотравмуючих ситуаціях;
- Представники УАЛіП були і є членами Громадських рад при Міністерстві охорони здоров'я України , Міністерстві оборони України  [Архівовано 6 серпня 2016 у Wayback Machine.] та Київській обласній державній адміністрації . Ведеться робота по вступу в Громадські ради при інших установах;
- Спільно з партнерами започатковано і успішно проведено 4 міжнародні науково-практичні конференції «Медична психологія: здобутки, розвиток та перспективи»;
- За підтримки Асоціації відбуваються лекції видатних лікарів, психологів та психотерапевтів сучасності;
- Проводиться постійна юридична і організаційно-методична підтримка лікарів-психологів;
- Розроблена низка нормативно-правових документів, щодо подальшого розвитку системи надання медико-психологічної допомоги населенню та змін в нормативно-правову документацію стосовно практичної діяльності, професійного зростання та спеціалізації лікаря-психолога;
- Спільно з кафедрою загальної і медичної психології НМУ до 2018 року проводився щорічний навчально-виховний проект: Літньо-осіння психологічна школа «Вступ до спеціальності лікаря-психолога»;
- Запроваджено інформаційно-освітній проект «Mental Core»;
- Засновано проект УАЛіП-тур — котрий об'єднує професійні зустрічі з туристичними подорожами;
- Проведено Позачерговий З'їзд УАЛіП на якому, рухаючись до найкращих стандартів Європейського простору, був змінений Статут Асоціації та змінено її структуру, зокрема введено різні види членства, в залежності від професійної кваліфікації члена;
- Введено новий двомовний зразок посвідчення члена УАЛіП з можливістю он-лайн перевірки статусу його власника.

## Міжнародна конференція «Медична психологія: здобутки, розвиток та перспективи»
Щорічна міжнародна науково-практична конференція «Медична психологія: здобутки, розвиток та перспективи» спільно організована Всеукраїнською громадською організацією «Українська асоціація лікарів-психологів», Інститутом психології імені Г. С. Костюка, Національним медичним університетом імені О. О. Богомольця та медико-психологічним факультетом зокрема, Товариством молодих вчених і спеціалістів НМУ, Київським міським будинком учителя.
В даному заході беруть участь як корифеї та фундатори даної галузі, так і молоді вчені та студентство. За 4 роки існування загальна кількість делегатів склала понад 600 осіб, як з різних міст України, так і з країн ближнього та далекого зарубіжжя.

## Міжнародний конгрес з медичної та психологічної реабілітації Med&Psy Rehab
30-31 жовтня 2017 року в конференц-центрі столичного прем'єр-готелю «Русь» відбувся перший в Україні Міжнародний конгрес із медичної та психологічної реабілітації Med&Psy Rehab, співорганізаторами якого виступили Національна академія медичних наук України, Інститут психології імені Г. С. Костюка НАПН України, Київський клуб, Українське товариство фізичної та реабілітаційної медицини, Українська асоціація лікарів-психологів, Українська військово-медична академія.
Захід зібрав загалом понад 300 учасників, серед яких представники Адміністрації Президента України, Офісів Уповноваженого Президента України з питань реабілітації учасників антитерористичної операції, які одержали поранення, контузію, каліцтво або інші захворювання під час участі в антитерористичній операції, та Уповноваженого Президента України з прав людей з інвалідністю, Міністерства оборони України, Міністерства внутрішніх справ України, Національної гвардії України, Служби безпеки України, Національної академії медичних наук України, Української військово-медичної академії, медичних, класичних та силових вищих навчальних закладів, практичні лікарі різних спеціальностей та психологи, представники громадської платформи «Smile for Ukraine», волонтерських та благодійних організацій.
Під час дводенного форуму було обговорено організаційні засади побудови системи надання медичної та психологічної реабілітації в Україні, способи відновлення якості життя онкологічного хворого, питання медичної та психологічної реабілітації в практиці силових відомств, роль психіатрії та медичної психології в сучасній системі охорони психічного здоров'я та психологічній реабілітації, сучасні підходи до неврології та нейрореабілітації, комплексної реабілітації кардіологічних хворих, питання реабілітації в стоматології, хірургії, щелепно-лицевій та пластичній хірургії, трихології.
В рамках Конгресу Med&Psy Rehab також відбувся круглий стіл «Міжсекторальний мультидисциплінарний підхід до медичної та психологічної реабілітації учасників бойових дій».
За дорученням організаційного комітету та учасників конгресу було ухвалено резолюцію.

## Проект «Здійсни мрію»
У 2018 році Асоціація стала партнером проекту «Здійсни мрію». 19 червня у прес-центрі УНІАН відбувся public talk дискусія на тему першого унікального дослідження «Про що мріють українські діти? Як батьки впливають на мрії дітей? Чому мріяти життєво необхідно?», яку відвідав президент асоціації. З'ясувалося, що у 95 % здорових дітей практичні та незначні мрії, обмежені рамками матеріального світу, лише 5 % дозволяють собі мріяти без бар'єрів. Також виявилось, що багато батьків (38 %) взагалі не мають уявлення, про що мріють їхні діти і найбільш «недочуваними» є саме нематеріальні бажання. В рамках проекту також було анонсовано старт арт-марафону: з 27-го по 30-го червня на Пейзажній алеї в Києві було облаштовано 30 квадратних метрів для малювання мрій. Відкриття марафону відвідав президент Асоціації Богдан Божук.